# Kluane National Park
Kluane National Park and Reserve er en nationalpark, der ligger i det sydvestlige hjørne af Yukon i Canada. Parken dækker et 21.980 km² stort område og omfatter Canadas højeste bjergtop, Mount Logan (5.959 moh.). Bjerge og gletsjere optager hele 82% af arealet og dominerer nationalparkens landskab.
Kluane National Park blev i 1979 en del af et verdensarvsområde, sammen med Wrangell-St. Elias National Park i USA. Dette område blev i 1992 og i 1994 udvidet med Glacier Bay National Park (USA) og Tatshenshini-Alsek Provinspark i Canada til Kluane/Wrangell-St. Elias/Glacier Bay/Tatshenshini-Alsek.